# Матета, Жан-Филипп
Жан-Филипп Матета́ (фр. Jean-Philippe Mateta; род. 28 июня 1997 года, Севран, Франция) — французский футболист, нападающий английского клуба «Кристал Пэлас».

## Клубная карьера
Матета является воспитанником школы Дранси. В 2014 году перешёл в академию «Шатору», где выступал за вторую команду. В сезоне 2015/16 — основной игрок главной команды. Провёл 22 встречи, забил 11 мячей. 6 ноября 2015 года дебютировал в Лиге 3, выйдя на замену в поединке против «Бельфора». 11 декабря сделал дубль в ворота «Безьё», забив первые мячи в профессиональной карьере.
Сезон 2016/17 начал также в «Шатору». Забив в четырёх играх два мяча, привлёк внимание скаутов «Лиона» и был выкуплен командой за 3 млн евро. Срок контракта составил 5 лет. Трансфер связывали с необходимостью заменить Александра Ляказетта, получившего в то время травму. 21 сентября 2016 года дебютировал в Лиге 1 в поединке против «Монпелье».
28 июня 2018 года за 8 млн евро Матета перешел в немецкий футбольный клуб «Майнц 05».

## Карьера в сборной
Летом 2019 года Жан был приглашён в сборную для участия в Чемпионате Европы среди молодёжных команд, который состоялся в Италии. В полуфинале забил один мяч с пенальти в ворота Испании, но его команда уступила 1:4.
В составе олимпийской сборной Франции стал серебряным призером Летних Олимпийских игр в Париже.

## Достижения
«Кристал Пэлас»
- Обладатель Кубка Англии: 2024/25
- Обладатель Суперкубка Англии: 2025